# G2 Esports
G2 Esports（ジーツー・イースポーツ、略称：G2、旧称：Gamers2）は、ドイツ・ベルリンに本拠を置くヨーロッパのeスポーツ組織。

## 概要
2014年2月24日、『リーグ・オブ・レジェンド』の元プロプレイヤーであるカルロス・サンティアゴと投資家のイェンス・ヒルガースによってGamers2が創設された。2015年10月15日にリブランドを実施し、G2 Esportsへ改称、侍をイメージしたロゴに変更された。
G2の『リーグ・オブ・レジェンド』部門は、2016年シーズンからLeague of Legends EMEA Championshipに出場しており、タイトルを16回獲得とリーグ最多。また、2024年シーズンで全スプリットとシーズンファイナルを制し、グランドスラムを達成した。2019年のMid-Season Invitationalでは、欧州チームとして初めて優勝した。

## 沿革

### 2014年
- 2月24日、カルロス・サンティアゴとイェンス・ヒルガースが『リーグ・オブ・レジェンド』のチームとしてGamers2を創設[1][2][3]。

### 2015年
- 2月11日、『カウンターストライク』部門を設立[9]。
- 2月24日、『Heroes of the Storm』部門を設立[10]。
- 2月25日、『コール オブ デューティ』部門を設立[11]。
- 8月3日、『カウンターストライク』部門が解散[12]。
- 9月11日、Team Kinguinの『カウンターストライク』部門を買収し、部門を再設立[13]。
- 10月1日、『ハースストーン』部門を設立[14]。
- 10月15日、リブランドを実施し、チーム名をG2 Esportsへ改称[4]。
- 11月26日、『オーバーウォッチ』部門を設立[15]。

### 2016年
- 1月9日、『Heroes of the Storm』部門が解散[16]。
- 4月2日、『オーバーウォッチ』部門が解散[17]。
- 9月7日、iBUYPOWERの『ロケットリーグ』部門を買収し、部門設立[18]。

### 2017年
- 10月18日、『PUBG: BATTLEGROUNDS』部門を設立[19]。
- 11月23日、フェルナンド・アロンソ、Logitech Gと提携し、シムレーシングチーム「FA Racing G2 Logitech G」を設立[20]。

### 2018年
- 4月3日、クラロワリーグへの参加を発表し、『クラッシュ・ロワイヤル』部門を設立[21]。
- 8月10日、PENTA Sportsの『レインボーシックス シージ』部門を買収し、部門設立[22]。
- 8月28日、『フォートナイト』部門を設立[23]。

### 2019年
- 1月31日、『コール オブ デューティ』部門に所属していた選手が脱退し、事実上の解散[24]。
- 3月16日、レッドブル・レーシングと複数年のパートナーシップを締結し、シムレーシングチーム「レッドブル・レーシング・eスポーツ」を設立[25]。
- 4月10日、『クラッシュ・ロワイヤル』部門が解散[26]。
- 9月2日、『エーペックスレジェンズ』部門を設立[27]。

### 2020年
- 1月10日、『PUBG: BATTLEGROUNDS』部門に所属していた選手が脱退し、事実上の解散[28]。
- 6月16日、『VALORANT』部門を設立[29]。

### 2021年
- 11月13日、『HALO』部門を設立[30]。

### 2022年
- 12月10日、『HALO』部門が解散[31]。
- 12月23日、『エーペックスレジェンズ』部門が解散[32]。

### 2023年
- 2月15日、『リーグ・オブ・レジェンド:ワイルドリフト』で活動するBlacklist Internationalとパートナーシップを締結し、G2 Blacklistとして部門を設立[33]。
- 10月31日、レッドブル・レーシングとのパートナーシップが終了[34]。
- 12月5日、Version1と戦略的提携を締結し、コール オブ デューティ リーグ（英語版）に所属するミネソタ・ロックル（英語版）の運営権を獲得[35][36]。
- 12月8日、Invictus Gaming（英語版）とパートナーシップを締結し、『Dota 2』で活動する共同所有チーム「G2.iG」を設立[37]。

### 2024年
- 6月7日、『リーグ・オブ・レジェンド：ワイルドリフト』部門が解散[38][39]。
- 7月19日、アルピーヌ・シムレーシングとパートナーシップを締結[40]。
- 10月8日、Invictus Gamingとのパートナーシップを終了し、『Dota 2』から撤退[41]。

## 現在活動している部門

### コール オブ デューティ

#### 所属選手
| プレイヤー名                        | 役割               | 加入日        | 備考 |
| ----------------------------------- | ------------------ | ------------- | ---- |
| Estreal（ジャスティス・マクミラン） | プレイヤー         | 2024年11月6日 |      |
| Gio（ジョヴァンニ・ウェブスター）   | プレイヤー         | 2024年11月6日 |      |
| Nero（ディラン・コーク）            | プレイヤー         | 2024年11月6日 |      |
| PaulEhx（ポール・アビラ）           | プレイヤー         | 2024年11月6日 |      |
|                                     |                    |               |      |
| Loony（ダニエル・ロザ）             | ヘッドコーチ       | 2021年10月1日 |      |
| Alex（アレクサンダー・パーポラ）    | アシスタントコーチ | 2023年11月1日 |      |

### カウンターストライク

#### 所属選手
| プレイヤー名                     | 役割         | 加入日         | 備考 |
| -------------------------------- | ------------ | -------------- | ---- |
| huNter-（ネマニャ・コヴァチ）    | プレイヤー   | 2019年9月30日  |      |
| NiKo（ニコラ・コヴァチ）         | プレイヤー   | 2020年10月28日 |      |
| m0NESY（イリヤ・オシポフ）       | プレイヤー   | 2022年1月3日   |      |
| malbsMd（マリオ・サマヨア）      | プレイヤー   | 2024年6月28日  |      |
| Snax（ヤヌシュ・ポゴジェルスキ） | プレイヤー   | 2024年7月3日   |      |
|                                  |              |                |      |
| TaZ（ヴィクトル・ヴォイタス）    | ヘッドコーチ | 2023年12月11日 |      |

| プレイヤー名                         | 役割       | 加入日        | 備考 |
| ------------------------------------ | ---------- | ------------- | ---- |
| xezr（エンリ・ジョウギ）             | プレイヤー | 2024年7月17日 |      |
| fNk（ミハイ・コスタシュ）            | プレイヤー | 2024年7月17日 |      |
| tAk（ヴィリウス・ケセラウスカス）    | プレイヤー | 2024年7月17日 |      |
| hitori（アルトゥール・パリヤンツ）   | プレイヤー | 2024年7月17日 |      |
| kl1m（クリメンティ・クリヴォシェフ） | プレイヤー | 2024年9月26日 |      |
|                                      |            |               |      |
| LETN1（ネストル・タニッチ）          | コーチ     | 2024年7月17日 |      |

### リーグ・オブ・レジェンド

#### 所属選手
| プレイヤー名                      | 役割               | 加入日         | 備考 |
| --------------------------------- | ------------------ | -------------- | ---- |
| BrokenBlade（セルゲン・チェリク） | トップ             | 2021年12月3日  |      |
| Yike（マーティン・サンデリン）    | ジャングル         | 2022年12月22日 |      |
| Caps（ラスムス・ウィンザー）      | ミッド             | 2020年5月6日   |      |
| Hans Sama（スティーブン・リヴ）   | ボット             | 2022年12月22日 |      |
| Mikyx（ミハエル・メーレ）         | サポート           | 2022年12月22日 |      |
|                                   |                    |                |      |
| Dylan Falco（ディラン・ファルコ） | ヘッドコーチ       | 2021年12月2日  |      |
| Duffman（クリストファー・ダフ）   | アシスタントコーチ | 2023年12月8日  |      |

### レインボーシックス シージ

#### 所属選手
| プレイヤー名                     | 役割       | 加入日        | 備考 |
| -------------------------------- | ---------- | ------------- | ---- |
| Alem4o（カール・アゼベド）       | プレイヤー | 2022年3月11日 |      |
| Doki（ジャック・ロバートソン）   | プレイヤー | 2022年3月11日 |      |
| UUNO（アレクシ・ティヨッペネン） | プレイヤー | 2023年8月24日 |      |
| BlaZ（アレクサンドル・トーマス） | プレイヤー | 2024年6月17日 |      |
| Loira（ロベルト・カマルゴ）      | プレイヤー | 2024年6月17日 |      |
|                                  |            |               |      |
| Ramalho（マテウス・ラマーリョ）  | コーチ     | 2023年8月24日 |      |

### ロケットリーグ

#### 所属選手
| プレイヤー名                       | 役割       | 加入日        | 備考 |
| ---------------------------------- | ---------- | ------------- | ---- |
| Atomic（マッシモ・フランチェスキ） | プレイヤー | 2022年1月2日  |      |
| BeastMode（ランドン・コナーマン）  | プレイヤー | 2023年12月7日 |      |
| Daniel（ダニエル・ピーセンスキー） | プレイヤー | 2023年12月7日 |      |
|                                    |            |               |      |
| Satthew（マシュー・アッカーマン）  | コーチ     | 2021年9月30日 |      |

| プレイヤー名                           | 役割       | 加入日         | 備考 |
| -------------------------------------- | ---------- | -------------- | ---- |
| Karma（ジェイミー・ビックフォード）    | プレイヤー | 2023年5月31日  |      |
| Avenger（ギニ・サイ）                  | プレイヤー | 2023年5月31日  |      |
| Talliebird（タリン・ブランドン）       | プレイヤー | 2024年2月29日  |      |
|                                        |            |                |      |
| Ryuu（ダウマンタス・クルリアコヴァス） | コーチ     | 2023年10月18日 |      |

### VALORANT

#### 所属選手
| プレイヤー名                    | 役割               | 加入日         | 備考 |
| ------------------------------- | ------------------ | -------------- | ---- |
| JonahP（ジョナ・プリス）        | プレイヤー         | 2023年9月22日  |      |
| trent（トレント・ケアンズ）     | プレイヤー         | 2023年9月22日  |      |
| valyn（ジェイコブ・バティオ）   | プレイヤー         | 2023年9月22日  |      |
| leaf（ネイサン・オルフ）        | プレイヤー         | 2024年10月25日 |      |
| jawgemo（アレクサンダー・モア） | プレイヤー         | 2024年10月7日  |      |
|                                 |                    |                |      |
| JoshRT（ジョシュ・リー）        | ヘッドコーチ       | 2023年9月22日  |      |
| shhhack（ピーター・ベレイ）     | アシスタントコーチ | 2024年2月18日  |      |

| プレイヤー名                       | 役割         | 加入日         | 備考 |
| ---------------------------------- | ------------ | -------------- | ---- |
| mimi（ミカエラ・リントラップ）     | プレイヤー   | 2021年10月19日 |      |
| Petra（ペトラ・ストーカー）        | プレイヤー   | 2021年10月19日 |      |
| amy（エイミー・ライ）              | プレイヤー   | 2024年2月8日   |      |
| rezq（エダ・ナズ・アクチョチュク） | プレイヤー   | 2024年2月8日   |      |
| Vania（アレイナ・ケスキン）        | プレイヤー   | 2024年2月8日   |      |
|                                    |              |                |      |
| Leader（カーン・タシュピナル）     | ヘッドコーチ | 2024年5月8日   |      |